# Atanazy Raczyński

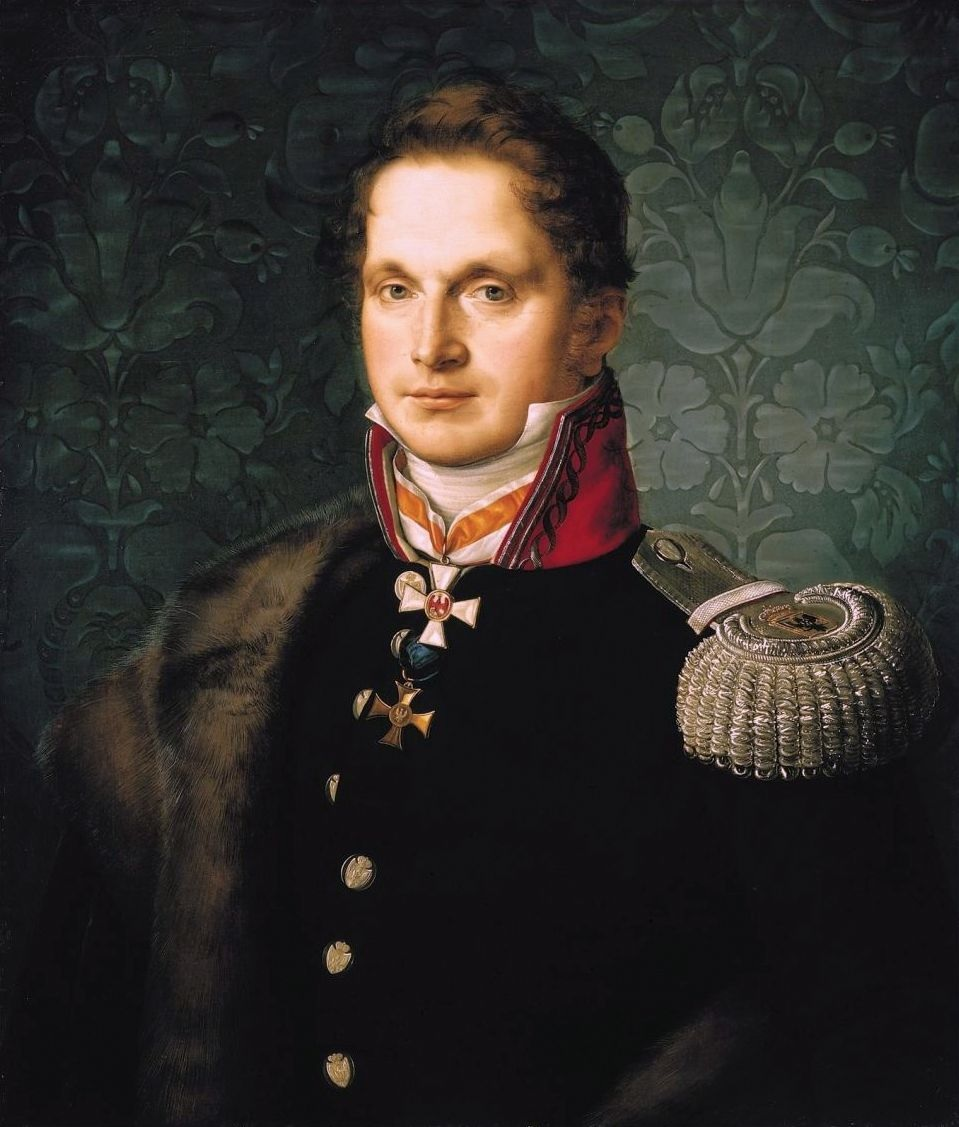
Athanasius Graf Raczyński
Gemälde von Carl Wilhelm Wach, 1826

Atanazy Raczyński (deutsch Graf Athanasius von Raczynski; * 2. Mai 1788 in Posen; † 21. August 1874 in Berlin) war ein polnischer Graf und preußischer Diplomat.

## Leben
Er entstammte der historisch bedeutenden Familie Raczyński, die zum alten Adel Großpolens gehörte. Raczyński und sein Bruder Eduard genossen die für den hohen europäischen Adel typische prinzliche Erziehung am Familiensitz in Rogalin.
Während des Großpolnischen Aufstandes von 1806 kämpfte er in der Weichsellegion Napoléons und nahm an der Belagerung Danzigs teil. Als das Herzogtum Warschau im Frühjahr 1809 von Österreich angegriffen wurde, trat Raczyński in die Armee des Herzogtums Warschau ein und machte den Feldzug unter Poniatowski mit.
Nach einer ausgedehnten Deutschlandreise nahm er Anfang 1811 eine diplomatische Tätigkeit für das Herzogtum Warschau bei der Gesandtschaft des Königs von Sachsen in Paris auf, die weitere Reisen bis nach Sankt Petersburg zur Folge hatte. Ab Januar 1813 war er Kammerherr seines Königs in Dresden und im Sommer wieder an der Gesandtschaft in Paris. Wegen der Auflösung des Herzogtums endete der Parisaufenthalt im November 1814. In den folgenden Jahren lebte Raczyński mehrmals längere Zeit in Paris und bereiste Frankreich, Deutschland, die Schweiz und Italien.
Im November 1816 heiratete er Annette, eine Tochter aus dem Hause Radziwiłł, und begann mit dem Aufbau eines eigenen Majorats in Wyszyny bei Chodzież im Großherzogtum Posen, das nun zu Preußen gehörte. Seit 1825 Majoratsinhaber,  ging Raczyński für die Jahre 1830–34 als preußischer Geschäftsträger nach Kopenhagen, 1842–48 als Gesandter nach Lissabon und 1848–52 nach Madrid. Von da an lebte er zumeist in Berlin.
Er war Mitglied des Provinziallandtags der Provinz Posen und nahm 1847 am ersten Vereinigten Landtag teil.
Zeitlebens verkehrte Raczyński in „höheren Kreisen“ und hatte Zugang zu den Höfen Europas. Er war vermögend und unabhängig. Schon in seiner Jugend hatte Raczyński begonnen, Gemälde zu kaufen. Während seiner diplomatischen Reisen und zahlreicher längerer Privataufenthalte in den europäischen Metropolen verwendete er einen großen Teil seines Vermögens zum Aufbau einer Bildersammlung.
Darüber hinaus verfasste er mehrere kunsthistorische Schriftwerke.

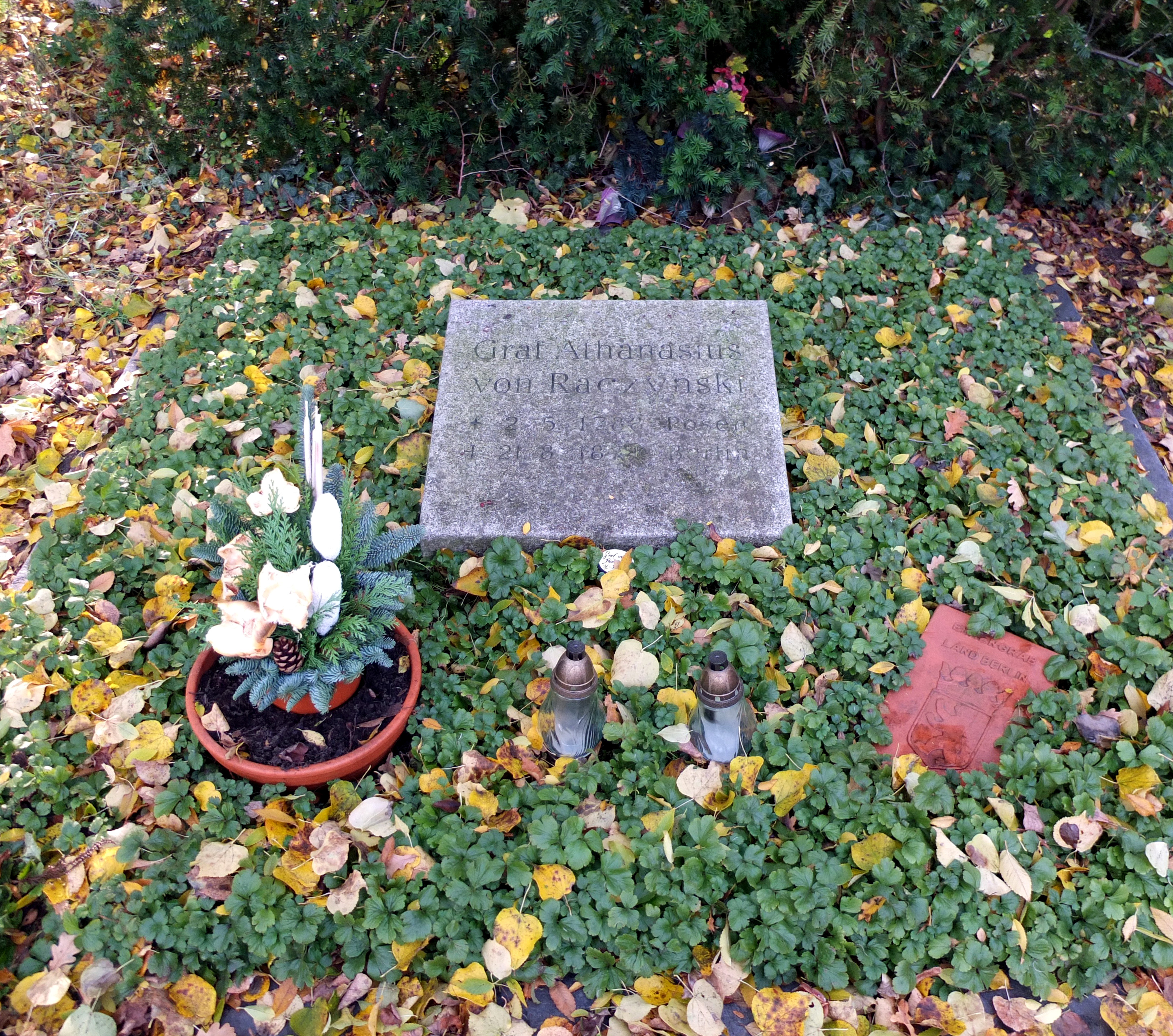
Grabstätte

Er ist auf dem Alten Domfriedhof der St.-Hedwigs-Gemeinde in der Liesenstraße in Berlin bestattet. Sein Grab ist als Ehrengrab der Stadt Berlin gewidmet.

## Palais Raczyński

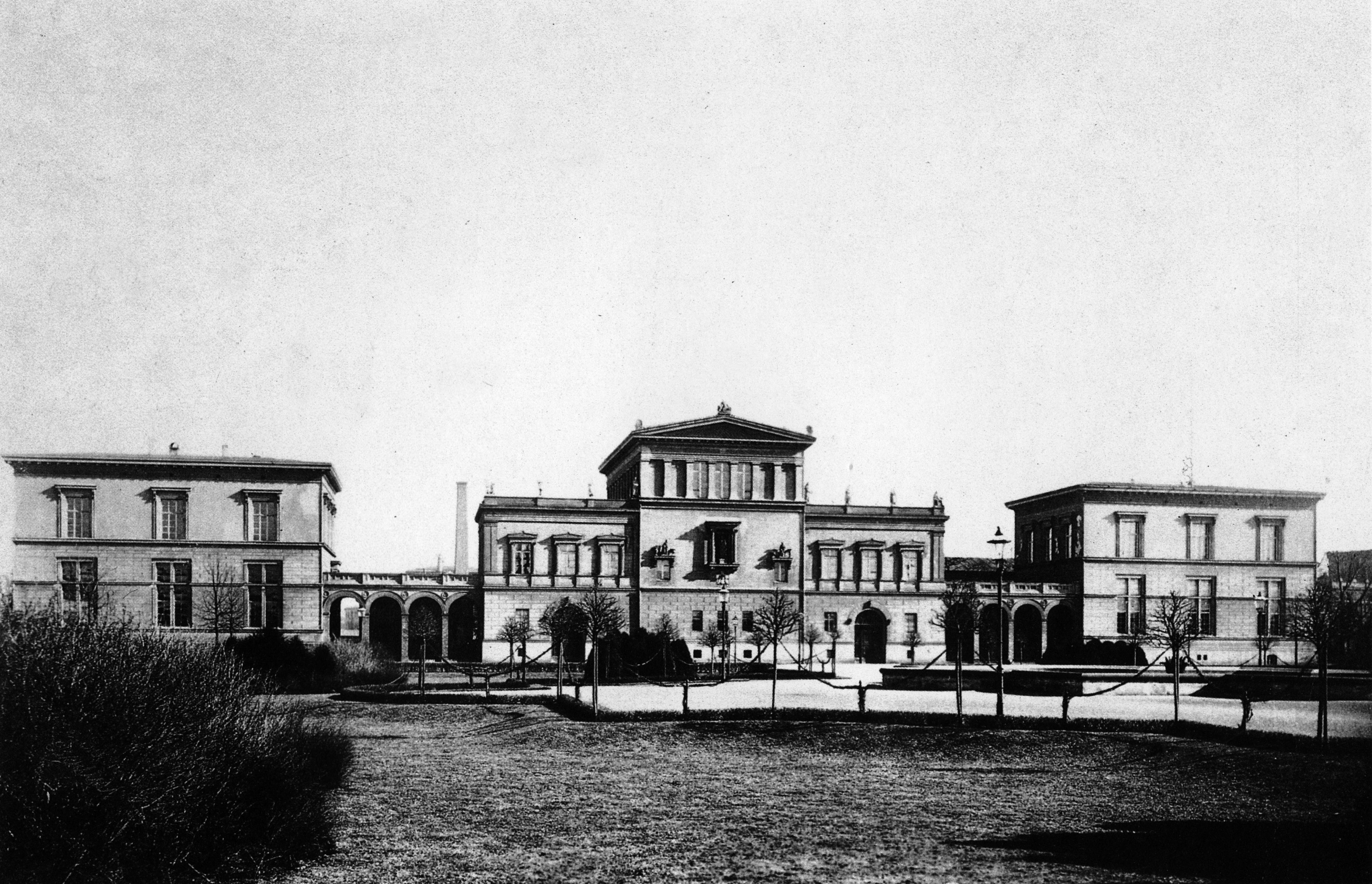
Palais Raczyński am Königsplatz (1876), heute steht dort das Reichstagsgebäude

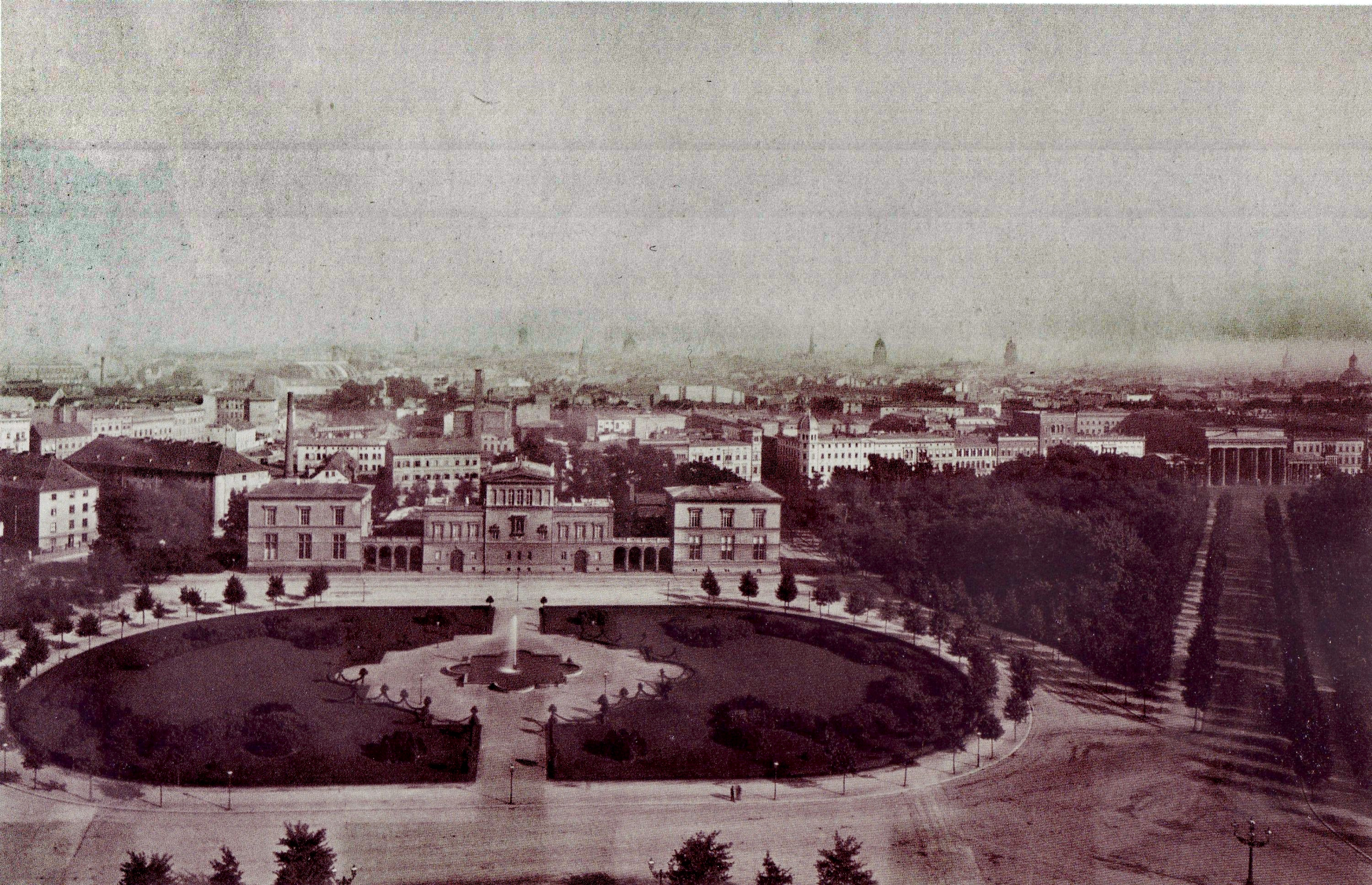
Östlicher Teil des Königsplatzes mit dem Palais Raczyński um 1880, Blick von der (später versetzten) Siegessäule

In Berlin erwarb Graf Raczyński 1834 als Wohnhaus ein Palais Unter den Linden 21. Seine Galerie war ab 1836 in einem Hofgebäude untergebracht. Das Obergeschoss hatte er der verwitweten Bettina von Arnim vermietet. Die Gemäldegalerie umfasste zunächst etwa sechzig ältere Gemälde, überwiegend italienische Meister, später aber auch zunehmend zeitgenössische Kunst.
Für die Errichtung eines Galeriegebäudes schenkte ihm König Friedrich Wilhelm IV. ein Grundstück am Königsplatz in Berlin unter der Bedingung, damit seine Bilder der Öffentlichkeit zugänglich zu machen. Es entstand, errichtet von Heinrich Strack, 1842–44 das „Palais Raczyński“. Den südlichen Pavillon des Palais überließ Raczyński dem Maler Peter von Cornelius (1783–1867) als Atelier, das sogenannte „Cornelius-Haus“, in dem ab 1869 bis 1883 die von Joseph Joachim neu gegründete Königliche Hochschule für Musik, eine Vorgängerinstitution der Universität der Künste, untergebracht wurde. Es befanden sich auch Meisterateliers der Akademie der Künste im Palais, von denen eines der Maler Gustav Graef nutzte.
Sein Sohn verkaufte das Gebäude 1874 an den Staat, der das Grundstück für die Errichtung des Reichstagsgebäudes vorgesehen hatte, das ab 1884 errichtet wurde. Die Verwaltung der Gemäldesammlung hatte Raczyński testamentarisch dem preußischen Staat übergeben. Die Bilder wurden in der Berliner Nationalgalerie ausgestellt, bis sie 1903 als Dauerleihgabe der Familie an das Kaiser-Friedrich-Museum in Posen gingen. Die Sammlung bildete den Grundstock für das heutige Nationalmuseum in Posen mit der größten Sammlung deutscher Malerei des 19. Jahrhunderts in Polen.

## Schriften
- Histoire de l’art moderne Allemagne. Renouard, Paris 1836–1841, 3 Bände,
  - Tome premier: Dusseldorf et les Pays du Rhin, excursion a Paris. Renouard, Paris 1836 (Digitalisierte Ausgabe),
  - Tome second: Munich, Stuttgard, Nuremberg, Augsbourg, Ratisbonne, Carlsruhe, Prague, Vienne, excursion en Italie. Renouard, Paris 1839 (Digitalisierte Ausgabe).
- in deutscher Übersetzung von Friedrich Heinrich von der Hagen: Geschichte der neueren deutschen Kunst. Berlin 1836–41,
  - Band 1: Düsseldorf und das Rheinland : mit einem Anhange: Ausflug nach Paris. Berlin 1836 (Digitalisierte Ausgabe),
  - Band 2: München, Stuttgart, Nürnberg, Augsburg, Karlsruhe, Prag und Wien : mit einem Anhange: Ausflug nach Italien. Berlin 1840 (Digitalisierte Ausgabe),
  - Band 3: Berlin, Dresden, Hamburg, Mecklenburg, Weimar, Halberstadt und Göttingen : mit einem Anhange: Ausflüge nach Holland, Belgien, England, Schweiz, Polen, Russland, Schweden, Dänemark und Nord-Amerika. Berlin 1841 (Digitalisierte Ausgabe).
- Les arts en Portugal. Paris 1846.
- Dictionnaire historico-artistique du Portugal. Paris 1847.
- Geschichtliche Forschungen. 2 Bände. Berlin 1860/62.